# بویشووه
بویشووه (به لهستانی:  Bojszowy) یک روستا در لهستان است که در گمینا بویشووه واقع شده‌است. بویشووه ۳٬۲۱۹ نفر جمعیت دارد.